# Garboli Rep
Garboli Rep è un'azienda italiana che opera nel settore dell'edilizia.

## Storia
È stata fondata nel 1913 da Antonio Garboli per realizzare opere in cemento armato, specie nel campo portuale e delle infrastrutture per la difesa nazionale. Nel 1969 entra nell'orbita del gruppo IRI-Italstat e un decennio più tardi viene acquisita da Rep - Raggruppamento per l'Edilizia e Prefabbricazione, società anch'essa di proprietà statale (capo comparto edilizia residenziale e sociale) e passa sotto il controllo di Iritecna.
Viene privatizzata nel 1998 e ceduta alla Con.I.Cos. SpA.